# DNA-3-メチルアデニングリコシラーゼII
DNA-3-メチルアデニングリコシラーゼII(DNA-3-methyladenine glycosylase II、EC 3.2.2.21)は、アルキル化DNAを加水分解し、3-メチルアデニン、3-メチルグアニン、7-メチルグアニン、7-メチルアデニンを遊離させる化学反応を触媒する酵素である。
系統名は、アルキル化-DNA グリコヒドロラーゼ（メチルアデニン及びメチルグアニン遊離）(alkylated-DNA glycohydrolase (releasing methyladenine and methylguanine))である。
この酵素は、大腸菌のDNAからアルキル化塩基を取り除く反応に関与している。